# 巴讷 (阿尔代什省)
巴讷（法語：Banne，法語發音：[ban]）是法国阿尔代什省的一个市镇，位于该省西南部，属于拉让蒂耶尔区。

## 地理
巴讷（44°22'0"N, 4°9'20"E）面积32.68 平方千米，位于法国奥弗涅-罗讷-阿尔卑斯大区阿尔代什省，该省份为法国东南部内陆省份，北起顺时针与卢瓦尔省、伊泽尔省、德龙省、沃克吕兹省、加尔省、洛泽尔省和上盧瓦爾省接壤。
与巴讷接壤的市镇（或旧市镇、城区）包括：贝里亚斯和卡斯泰尔若、马尔博斯克、圣安德烈-德克吕济耶尔、圣保罗勒热讷、莱旺斯、博尔德扎克、加尼耶尔。

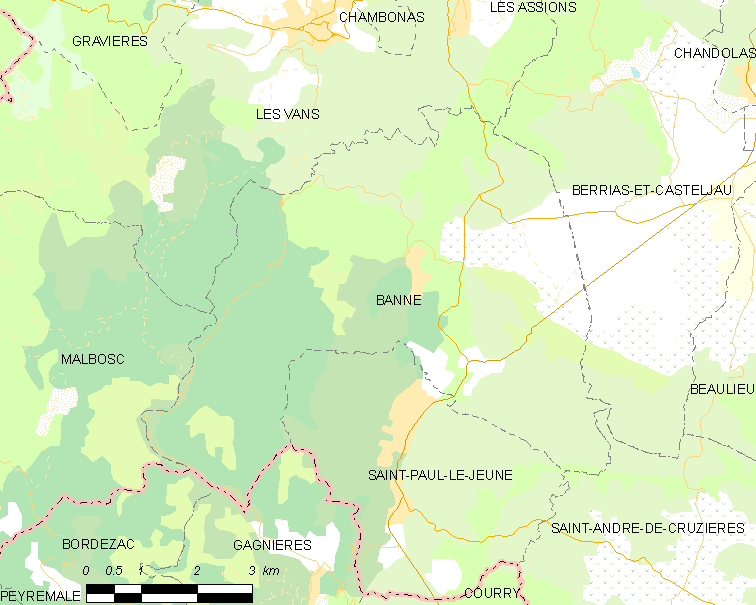
的OSM定位图

巴讷的时区为UTC+01:00、UTC+02:00（夏令时）。

## 行政
巴讷的邮政编码为07460，INSEE市镇编码为07024。

## 政治
巴讷所属的省级选区为阿尔代什塞文县。

## 人口

1962-2008年间人口变化图示

巴讷于2022年1月1日时的人口数量为650人。